# Montmiral
Montmiral é uma comuna francesa na região administrativa de Auvérnia-Ródano-Alpes, no departamento de Drôme. Estende-se por uma área de 26,69 km². Em 2010 a comuna tinha 706 habitantes (densidade: 26,5 hab./km²).